# Nagyszokond
Nagyszokond (Socond) falu és községközpont Romániában. Szatmár megye egyik települése.

## Fekvése
Szatmárnémetitől és Erdődtől délkeletre található. Határához tartozik a nagyszokondi tanya.

## Története
Első említése 1424-ből származik. 
A település sorsában Kisszokondéval osztozott, hajdan ez is a bélteki uradalomhoz tartozott, majd a szatmári béke után gróf Károlyi Sándor birtokai között volt található. A Károlyi család a 18. században sváb telepesekkel népesítette be. Borovszky a 19. század elejei állapotairól a következőket írja: "Nagyszokond kisközség az erdődi járásban, 83 házzal és 583 lakossal, akik között 74 magyar, 433 r.kath. német, 72 g.kath. oláh. Határa2989 k. hold."
A 20. század elején gróf Károlyi István örököseié lett.
1919-ig Magyarországhoz tartozott, Szatmár vármegye részeként. 
1910-ben 677 lakosából magyar 127, német 481 és román 69 lakosa volt. 
1992-ben 428 román, német, cigány és magyar nemzetiségű lakos lakta. A magyarok a lakosság 10%-át alkotják.

## Közlekedése
Megközelíthető közúton, Erdőd irányából

## Nevezetességei
1808-ban épült a katolikus temploma.